# 六時屋
株式会社六時屋（ろくじや）は愛媛県松山市に本社を置く製菓メーカー。

## 概要
タルト (郷土菓子)、醤油餅等の郷土菓子を主力商品とする。1933年（昭和8年）創業し、1952年（昭和27年）に株式会社となる。勝山町の本店と道後湯之町の道後店とをかまえ、商品は二店以外にも空港や港、高速道路のSAなどで販売されている。社名は、時計で六時は長針と短針がまっすぐになり、そのようなまっすぐ正直な心で商売をしようということから命名された。「針はまっすぐ正直に」のキャッチフレーズで有名。

## 主力商品

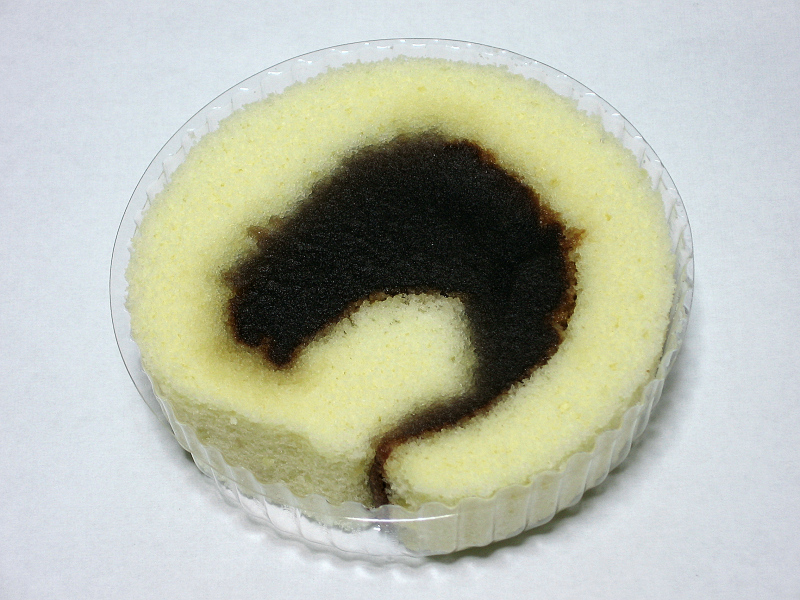
六時屋のタルト

- タルト
- カステラ
- 醤油餅